# Spitalul de Urgență (formație)
Spitalul de Urgență este o formație românească înființată în anul 2000, în București, când Dan Helciug, fondatorul și "motorul" trupei, l-a intâlnit pe culoarele Facultății de teatru din București pe Vali Crăciunescu. Ei s-au împrietenit și au început să cânte împreună. Apoi i-au cooptat pe Adrian Chepa, Vladimir Sergheev și Viorel Preda și au luat numele de Spitalul de Urgență.
Dan Helciug a terminat Facultatea de actorie și cântă de mai bine de 10 ani. A participat la diverse festivaluri și evenimente ca actor, cântăreț și prezentator. Cea mai mare realizare a trupei Spitalul De Urgență, după părerea memebrilor săi, a fost concertul din 2001 de pe scena Festivalului Pepsi Sziget (Ungaria), alături de nume mari din muzica internațională. Au participat la preselecția pentru Eurovision cu piesa "Ea" (care face parte și din albumul Spitalomania), unde au primit premiul juriului.
În anul 2000, lansează primul lor material, EP-ul "Trăiască Berea!" cu care au lovit din plin piața muzicală și au devenit cunoscuți. Un an mai târziu lansează și primul album, intitulat "Să Cânte Muzica!", în același stil care i-a consacrat. Cele două single-uri -"Bici My Mother" și "Prietenii" au cunoscut același succes ca și piesa "Trăiască Berea" și se cânta la toate petrecerile care se respectă, chiar și acum la mulți ani de la lansare. Câteva luni mai târziu, formația Spitalul De Urgență lansează un nou single "Ori La Bal Ori La Spital" , ca avanpremieră a albumului Spitalomania.
Clipurile sunt vizibil influențate de personalitatea artiștilor, ei contribuind foarte mult la realizarea acestora încă din faza de scenariu.
Anul 2004 a adus încă un album în discografia formației, intitulat "Stupefiant". Lansarea discului a avut loc pe data de 5 iunie 2004, cu o zi înainte de începerea alegerilor, printr-un concert în aer liber care s-a desfășurat la intrarea în Parcul Herastrău dinspre piața Charles de Gaulle. Imediat după acest eveniment, are loc ruptura dintre trupă și Vali Căciunescu. Deși inițial acordeonistul a declarat că părăsește trupa pentru a emigra în Vest, în cele din urmă, acesta a decis să înceapă o carieră solistică.
Cu un an mai târziu, printr-un concurs de împrejurări, Spitalul de Urgență se reîntoarce (ce-i drept, într-o altă formulă) la Cat Music, cu scopul declarat de a lansa un nou album. Membrii trupei abordează un etno-rock (ar putea fi la fel de bine clasificat ca fun-pop-rock, categorie pe care au inventat-o!) cu versuri ironice, dar și comice, care prinde la marele public. Spitalul de Urgență editează acum un nou album. Materialul cuprinde fix 12 piese noi-nouțe, intitulându-se "Alcool rafinat". Albumul cuprinde single-ul de succes "Caut un bou" și surprinde prin spontaneitate, optimism și fină ironie.

## Componența

### Membri inițiali
- Dan Helciug (vocal) [1]
- Viorel Preda (percutie)[1]
- Adrian Chepa (chitară bas, trombon)[1]
- Vali Craciunescu (acordeon)
- Vladimir Sergheev (baterie)

### Alți membri
- Emil Chican (chitară)[2]
- Catalin Dalvarea (baterie)[2]
- Claudiu Stoica (țambal)[2]
- Dan Nicolau (trompeta)

## Discografie
- Trăiască Berea (2000, EP)
- Să Cânte Muzica! (2001)
- Spitalomania (2002)
- Stupefiant (2004)
- Alcool Rafinat (2005)
- FPS (2009)
- Bua Bua (2013)